# Медицинские учреждения

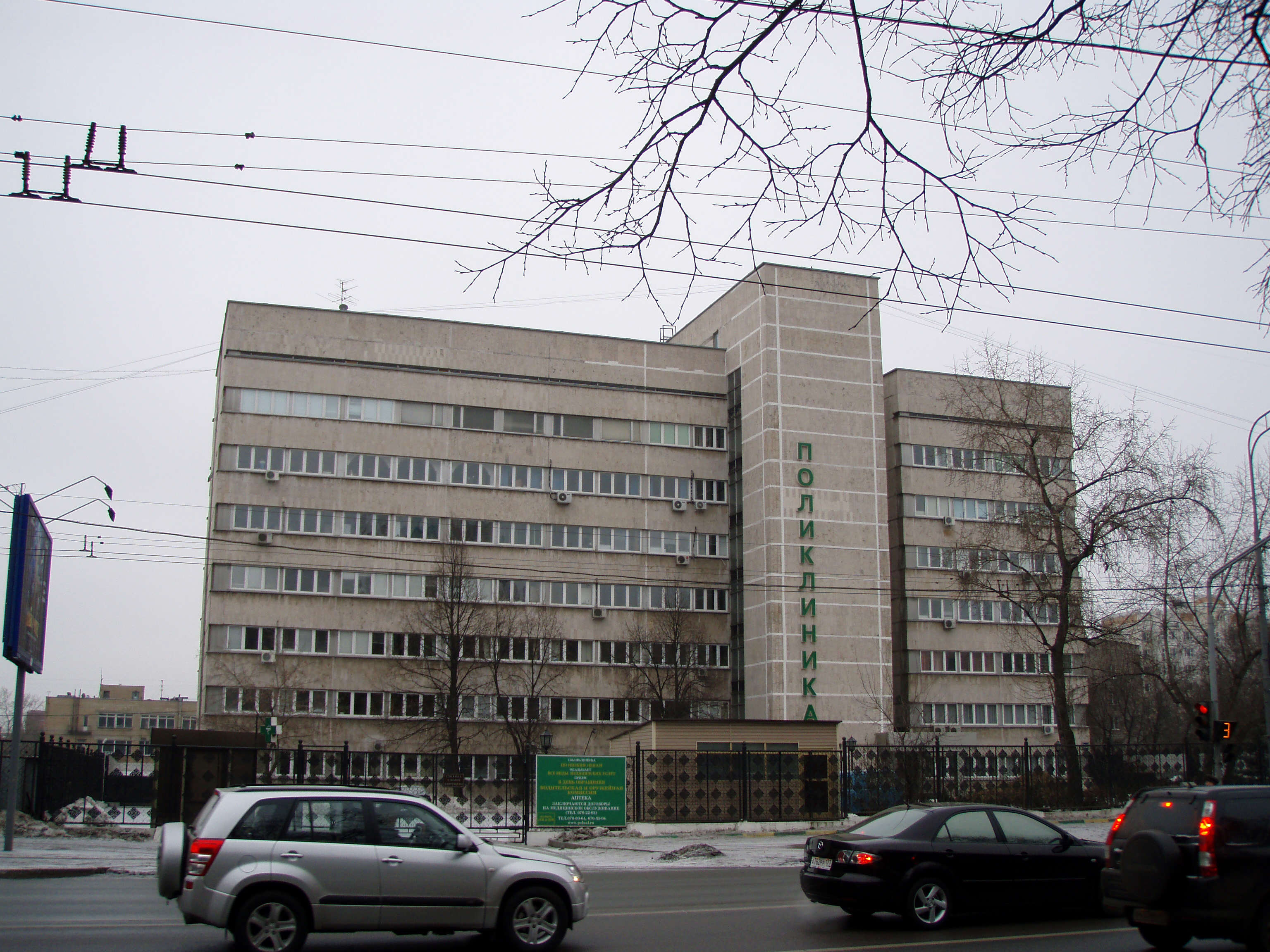
Поликлиника в Москве

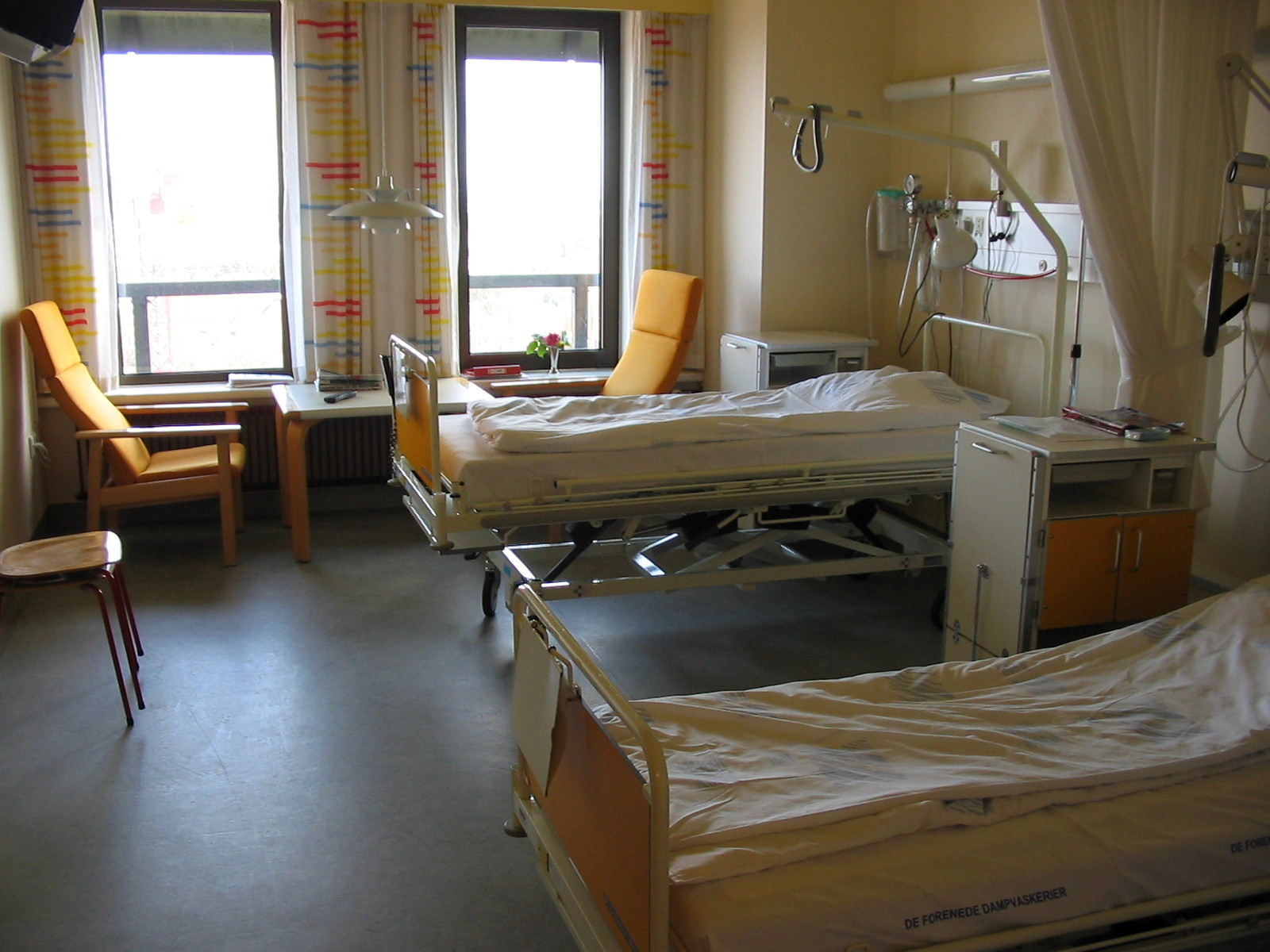
Больница в Дании

Медицинские учреждения — лечебно-профилактические и другие виды заведений, в которых людям, в том числе с какими-либо заболеваниями, оказываются медицинские услуги: диагностика, лечение, реабилитация после перенесённых болезней.
Как правило, медицинское обслуживание населения, на примере России, проводится в учреждениях и организациях многоуровневой системы здравоохранения, которые можно подразделить в зависимости от рассматриваемых вопросов:
оплаты услуг пациентами и системы финансирования
- государственные медицинские учреждения (бюджетное финансирование, система ОМС/ДМС):

федеральные (федеральные медицинские центры и больницы, подразделения ФМБА, Роспотребнадзора и т. д.);
муниципальные;
ведомственные (в структуре Минобороны, МВД, МЧС и т. д.);
- частные медицинские учреждения (система ОМС/ДМС, оплата услуг пациентами и т. д.), в том числе крупных корпорации (к примеру ОАО РЖД).

уровня оказания медико-санитарной помощи
- первичного уровня (учреждения первичного контакта с населением) — фельдшерские пункты, здравпункты, фельдшерско-акушерские пункты, офисы врачей общей практики, подстанции/станции скорой медицинской помощи, амбулатории, поликлиники, травмпункты, женские консультации, отделы производственной санитарии на предприятиях, розничные аптеки и т. д.;
- второго уровня — учреждения амбулаторного обслуживания, имеющие возможность оказания специализированной медицинской помощи и имеющие в своём составе стационары, больницы, госпитали, многопрофильные медицинские центры, клиники медицинских вузов и т. д. (к примеру, хирургические, травматологические, психиатрические, неврологические, педиатрические, неонатологические, инфекционные и другие специализированные и многопрофильные учреждения);
- третьего уровня — оказывающие специализированную высокотехнологичную медицинскую помощь узкоспециализированные медицинские центры, в том числе научные, больницы, клиники медицинских НИИ и т. д. (к примеру, центры сердечно-сосудистой хирургии, ожоговые центры, НИИ травматологии и ортопедии, противозобные диспансеры).

При этом, в организациях и учреждениях более высокого уровня, при необходимости, может оказываться и помощь нижестоящего уровня.
виду оказания медико-санитарной помощи
- профилактические (медико-профилактические): отделы производственной санитарии предприятий, центры медицинской профилактики, санитарно-эпидемиологические станции, дезинфекционные станции и организации, центры гигиены и эпидемиологии, отделы, центры, управления госсанэпиднадзора, противочумные учреждения и т. д.
- лечебно-профилактические: здравпункты, травмпункты, больницы, госпитали, клиники, центры планирования семьи, родильные дома, многопрофильные медицинские центры, диспансеры[7], центры профилактики ВИЧ-инфекции, санатории[8], профилактории[9], станции и больницы скорой медицинской помощи, центры медицины катастроф и т. д.
- лечебно-реабилитационные, медико-социальные и другие специальные учреждения: лечебно-реабилитационные центры, центры МСЭК (ВТЭК), судебно-медицинские, патологоанатомические (морги) и т. д.
- медицинского снабжения: аптеки, аптечные склады, станции переливания крови и т. д.

В свою очередь, некоторые из них могут включать подразделения различного вида и профиля.
Терапевтические медицинские учреждения объединяют учреждения, занимающиеся лечением, профилактикой и медицинским осмотром населения старше 15 лет, в некоторых случаях, и населения с момента рождения, в состав входят больницы и поликлиники. В поликлиниках имеются отделения участковых врачей, а также врачей специализированных — хирургов, неврологов, окулистов, психиатров, фтизиатров, эндокринологов. Как правило, поликлиники являются отделениями при больницах. Основные формы лечения в больницах стационар — пациент иногда находится в местах вневрачебного пребывания, а также амбулатория — пациент не находится в местах врачебного пребывания. В больницах имеются отделения реанимации, интенсивной терапии, хирургии, отоларинголическое, неврологическое, гинекологическое, андрологическое, онкологическое. Также имеются кафедры ВУЗов и научных учреждений. Имеются санпропускник, регистратура больных. В систему терапевтических медицинских учреждений входят также Медсанчасти и медпункты предприятий, Учреждения медобслуживания на транспорте, ж/д.

## ЛПУ педиатрического профиля
Лечебно-профилактические учреждения педиатрического профиля по структуре сходны с медицинскими учреждениями терапевтического профиля. Лечебно-профилактические мероприятия проводятся с детьми до 15 лет. Врачи-педиатры и детские медсёстры согласно штатному расписанию работают в амбулаториях, детских стационарах, школах, детских комбинатах и детских оздоровительных учреждениях. Особое внимание уделяется детям раннего возраста (от 0 до 3 лет).

## Профилактика
Профилактические медицинские учреждения предоставляют услуги санаторно-лечебного характера детям и взрослым, как по месту жительства, так и в разных районах страны.

## Специальные
Специальные медицинские учреждения предоставляют услуги специального характера.

## Медицинские центры нетрадиционной медицины
Существует большое количество медицинских центров, специализирующихся на использовании знаний и приемов нетрадиционной медицины в лечении различного вида патологий.